# جغرافيا طاجيكستان
| \| \|                           |                                                                                               |
| القارة                          | آسيا                                                                                          |
| المنطقة                         | آسيا الوسطى                                                                                   |
| إحداثيات جغرافية                | 39°00′N 71°00′E                                                                               |
| المساحة                         | 143,100 كم² (102)                                                                             |
| الشريط الساحلي                  |                                                                                               |
| الحدود الأرضية                  |                                                                                               |
| الدول المجاورة وطول الحدود معها | الإجمالي: 3,651 كـم (2,268.6 ميل) الصين: 414 كـم (257.2 ميل) أفغانستان: 1,206 كـم (749.4 ميل) |
| أعلى نقطة                       |                                                                                               |
| أدنى نقطة                       |                                                                                               |
| فرق التوقيت                     |                                                                                               |
|                                 |                                                                                               |

تقع طاجيكستان بين قيرغيزستان وأوزبكستان من الشمال والغرب، والصين في الشرق، وأفغانستان إلى الجنوب. وتغطي الجبال 93 في المئة من مساحة طاجيكستان. وتُغطي البحيرات حوالي 2% من مساحة البلاد. هُناك أكثر من 900 نهرًا في طاجيكستان ويبلغ طول الواحد أكثر من 10 كيلومتر.

## المساحة والحدود
تبلغ مساحة طاجيكستان 143,100 كم مربع (55,300 ميل مربع)، تبلغ طول حدود طاجيكستان من أقصى الشرق إلى الغرب 700 كم (430 ميل)، ومن أقصى الشمال إلى الجنوب 350 كم (220 ميل). الحدود الأرضية الغير منتظمة يبلغ طولها 3,651 كم (2,269 ميل) منها 414 كم (257 ميل) على طول الحدود الصينية إلى الشرق و1,206 كلم (749 ميل) على طول الحدود مع أفغانستان إلى الجنوب. أما الدول المجاورى الأخرى هن هي جمهوريات الاتحاد السوفيتي السابق أوزبكستان (إلى الغرب والشمال) وقيرغيزستان (إلى الشمال).

## الثروات وأستعمال الأراضي
الثروات الطبيعية:
طاقة مائية وبعض من النفط ويورانيوم وزئبق والليغنيت ورصاص وزنك وإثمد وتنجستن.
الأراضي المُستخدمة (2006):

الأراضي الصالحة للزراعة: 6%

المحاصيل الدائمة: 1%

المراعي: 21%

أراضي غير زراعية: 72%

الغابات والأحراش: 3%
الأراضي المروية:

 1991: 6,945 كـم2 (2,681 ميل2)

 2003: 7,220 كـم2 (2,790 ميل2)

 2006: 7,235 كـم2 (2,793 ميل2)

## البحيرات
حوالي 2٪ من مساحة البلاد مغطاة بالبحيرات:
| - خزان كايراكوم ‏ (صغد) - اسكندركول ‏ (جبال فن ‏) - بحيرات كوليكالون ‏ (Kul-i Kalon) (جبال فن ‏) - سد نورك (ولاية خاتلون) - بولونكول (بامير) - درمكول (بامير) - بحيرة كاراكول ((بالطاجيكية: Qarokul)‏; بامير الشرقية) - رانغكول ‏ (بامير) | - سارز (بامير) - ساسيكول (بامير) - شادو (بامير) - شوركول ‏ (بامير) - تورومتيكول (بامير) - توزكول (بامير) - يشلكول (بامير) - زركول (بامير) |

## الأنهار
يتدفق نهرين من الأنهار الرئيسية في آسيا الوسطى عبر طاجيكستان وهما جيحون وسيحون، ويتغذيان من ذوبان الجليد والأنهار الجليدية من جبال طاجيكستان وقيرغيزستان. يوجد أكثر من 900 نهر في طاجيكستان أطول من 10 كيلومترات (6.2 ميل).

أكبر أنهار طاجيكستان هي:
| - جيحون/بنج - بارتانغ ‏ - غونت ‏ - كفرنيون (كفيرنيغان) - كيزيلسو ‏ - موكسو ‏ - مرغاب ‏ | - أوبيهينغو - أوكسو ‏ - سيحون - سيرخان ‏ - فخش/سيرخوب - فنج ‏ - يزغوليام ‏ - زرافشان |